# آکوش ورتسکئی
آکوش وِرِچکِئی (مجاری: Vereckei Ákos؛ زادهٔ ۲۶ اوت ۱۹۷۷) قایقران کانو اهل مجارستان است.
وی در مسابقات کشوری و بین‌المللی در مجموع برندهٔ ۸ مدال طلا، ۲ مدال نقره، ۲ مدال برنز شده‌است.